# Estigmene acrea
Estigmene acrea är en fjärilsart som beskrevs av Dru Drury 1770. Estigmene acrea ingår i släktet Estigmene och familjen björnspinnare. Inga underarter finns listade i Catalogue of Life.

## Bildgalleri

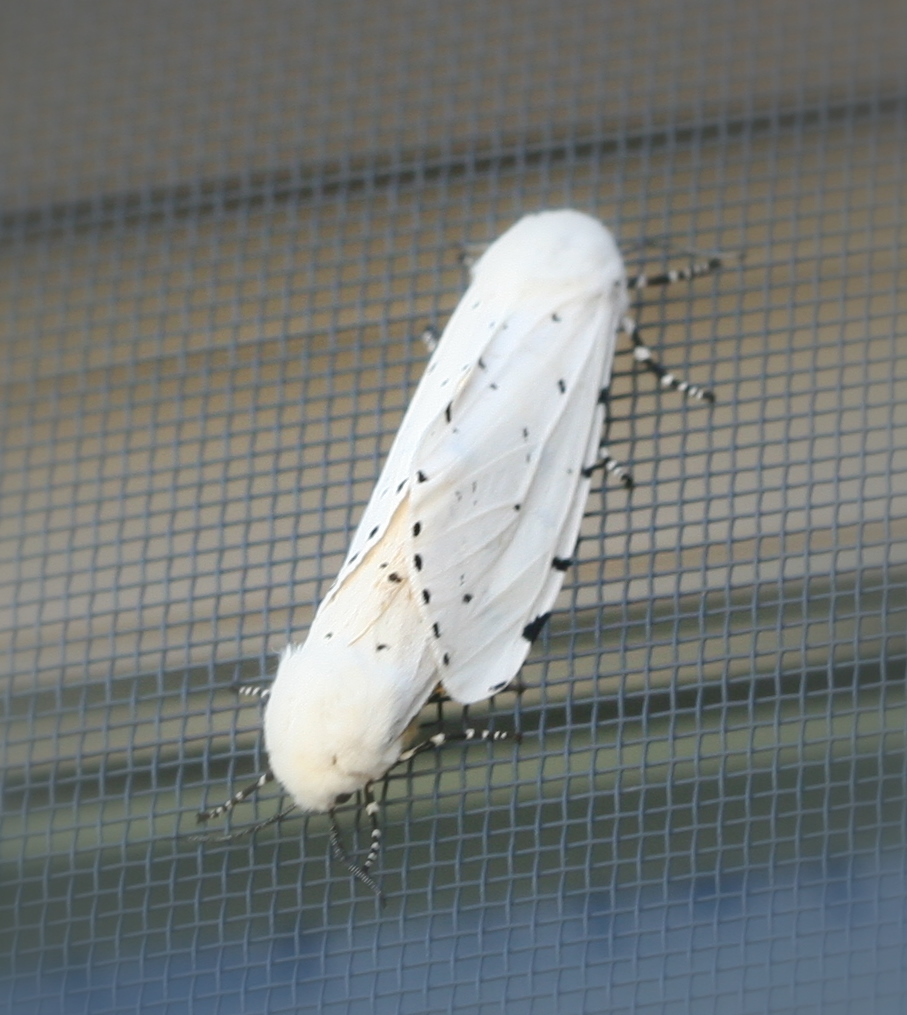
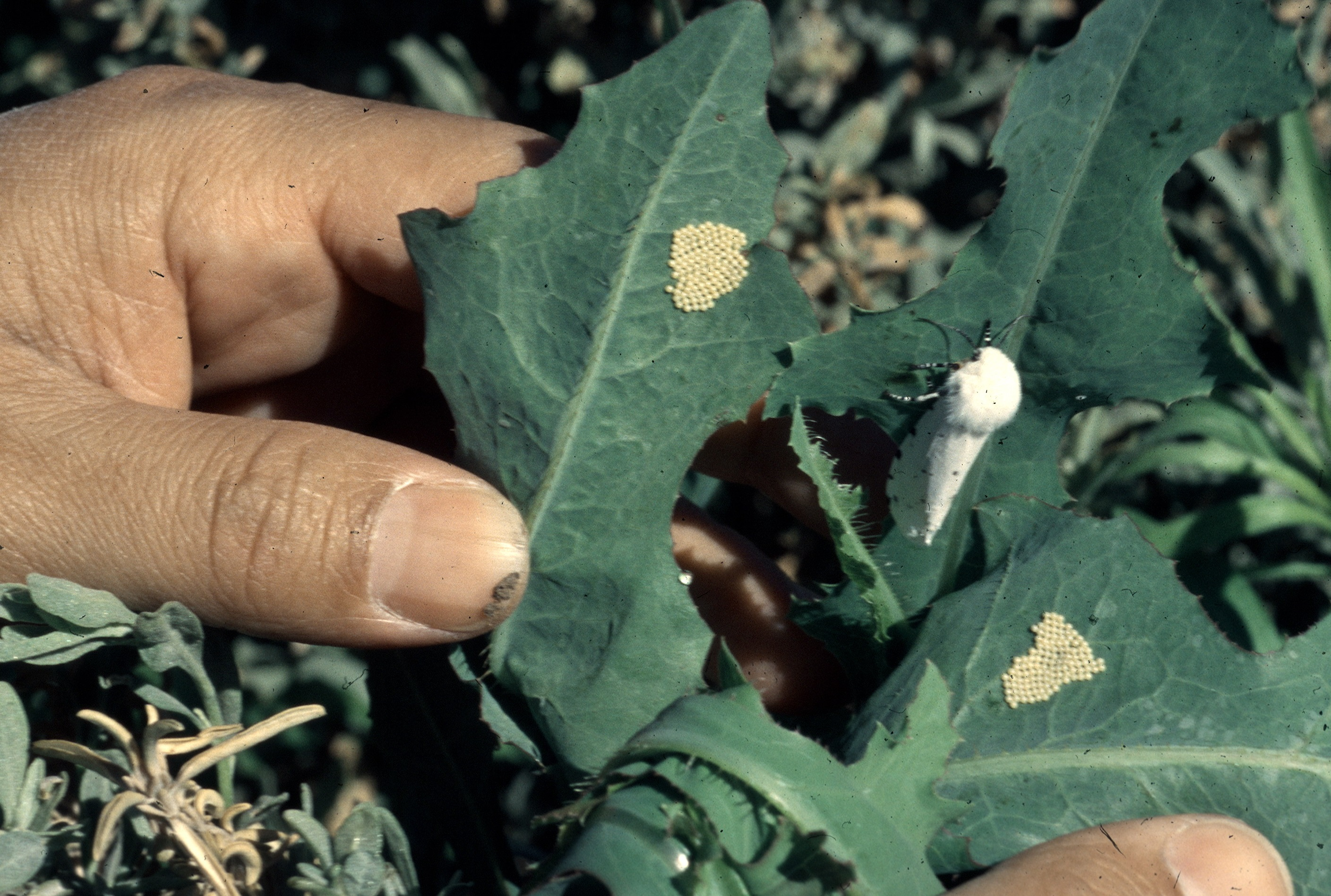
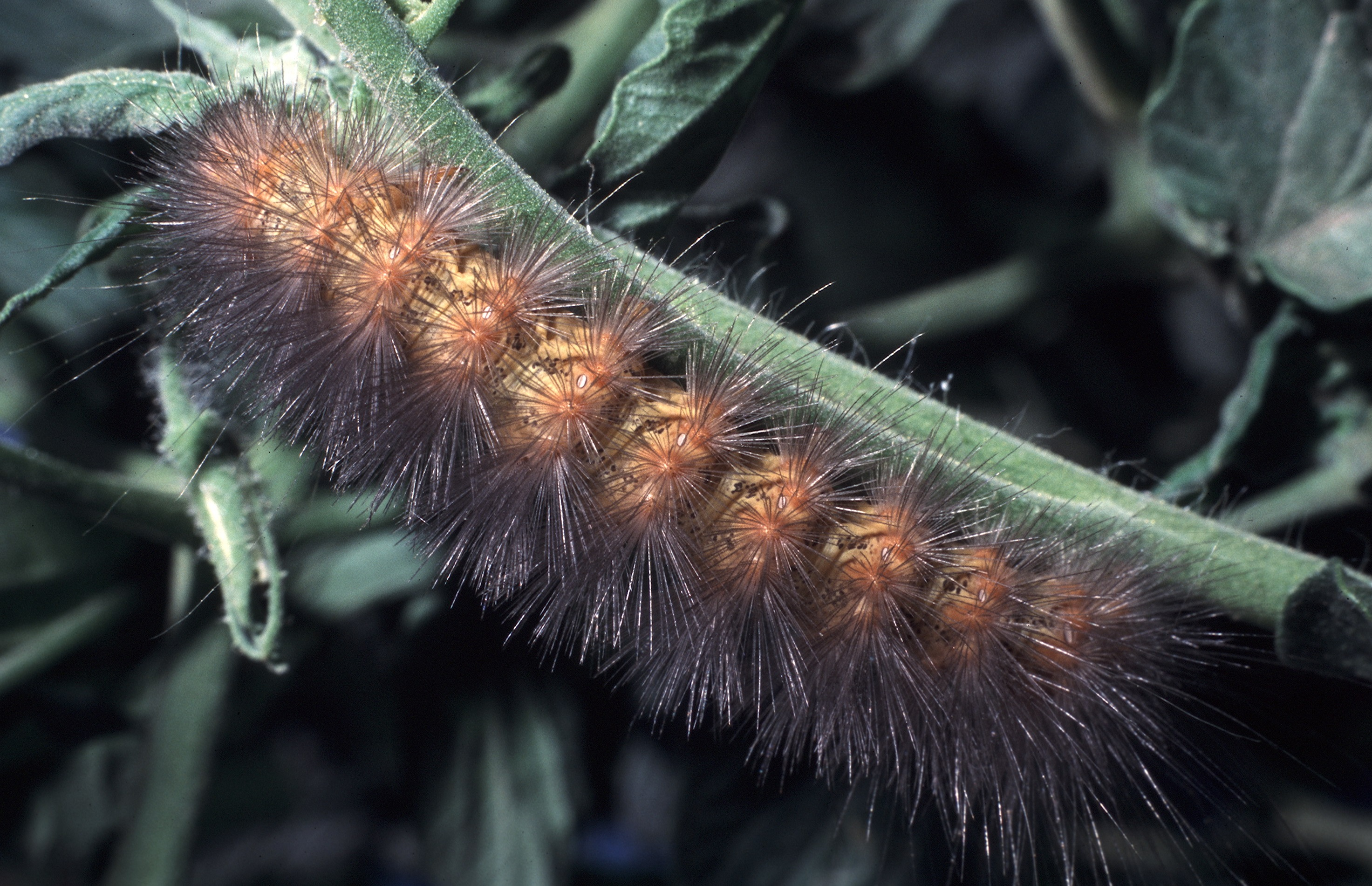